# Vaindloo
Vaindloo este o arie protejată (arie de protecție specială avifaunistică — SPA) din Estonia întinsă pe o suprafață de 76,3 ha, integral pe uscat.

## Localizare
Centrul sitului Vaindloo este situat la coordonatele 59°49′07″N 26°21′35″E / 59.8185°N 26.3597°E.

## Înființare
Situl Vaindloo a fost declarat arie de protecție specială avifaunistică în aprilie 2004 pentru a proteja 6 specii de animale.

## Biodiversitate
Situată în ecoregiunile boreală și marină baltică, aria protejată nu include niciun habitat protejat.
La baza desemnării sitului se află mai multe specii protejate de  păsări (6): pietruș (Arenaria interpres), ciuf de câmp (Asio flammeus), Cepphus grylle, pescăruș negricios (Larus fuscus), chiră de baltă (Sterna hirundo), Sterna paradisaea.